# Rimae Platon
Rimae Platon – grupa rowów  na powierzchni Księżyca o średnicy około 87 km. Znajduje się na współrzędnych selenograficznych ☾ 52,9°N 3,2°W/52,900000 -3,200000. Nazwa tego systemu kanałów została nadana w 1964 roku przez Międzynarodową Unię Astronomiczną i pochodzi od pobliskiego krateru Platon. Rimae Platon znajduje się w pobliżu Montes Alpes